# Kloster Friedland
Das Kloster Friedland ist eine ehemalige Zisterzienserinnenabtei in Altfriedland im Landkreis Märkisch-Oderland in Brandenburg in der nordöstlichen Ecke des Naturparks Märkische Schweiz.
Nach 1230 unter dem Namen Vredeland (‚befriedetes Land‘) im Zuge der Deutschen Ostsiedlung gegründet, hatte das Kloster im Hochmittelalter eine stützende Funktion beim Landesausbau der Mark Brandenburg. Gelegen auf einer Landzunge zwischen dem Klostersee und Kietzer See am Rande des Oderbruchs, besetzten die Askanier mit dem landsichernden Kloster die nordöstlichste Ecke der Löcknitz-Stobberow-Linie, die insbesondere die Barnim-Besitzungen des Klosters Zinna vom Bistum Lebus trennte. Das Nonnenkloster diente als Hauskloster des Barnim-Adels; vor allem die unverheirateten Töchter des märkischen Landadels fanden hier Aufnahme. Mit umfangreichem Landbesitz, darunter zehn Dörfer, zwanzig Einzelgüter und acht Seen, zählte die Abtei zu den wohlhabenden Klöstern der Mark.
Nach der Säkularisation 1540 wurden die Klostergüter vom Landesherren eingezogen und nach ihrem Verkauf zum repräsentativen märkischen Gutshof um- und ausgebaut. Von den Klosterbauten sind lediglich die Ruine des Refektoriums, Reste eines Kreuzgangs und das Langhaus der mehrfach überbauten frühgotischen Feldsteinkirche erhalten, die heute als evangelische Dorfkirche genutzt wird. Die Kirche und die Gebäudereste gelten neben Chorin architekturhistorisch als bedeutsamste mittelalterliche Klosterbauten der Region.

## Geschichte

### Gründung und landsichernde Funktion
Die Ecclesia sanctae Mariae semper virginis in Vredeland wurde, soweit bekannt, erstmals 1271 urkundlich erwähnt. Das genaue Gründungsjahr, ein etwaiger Stifter und ob es ein Mutterkloster des Zisterzienserordens gab, ist nicht bekannt. Neben einem Eintrag im Landbuch Karls IV. von 1375 beruhen die Kenntnisse über die Klostergeschichte auf lediglich 19 Urkunden, die zum größten Teil aus dem verschollenen Klosterarchiv stammen.
Die Gründung wird den gemeinsam regierenden askanischen Markgrafen Johann I. und Otto III. zugeschrieben und auf die Zeit um 1230, bald nach 1230 oder um 1250 datiert. Soweit das Kloster des im gleichen Zeitraum errichteten Friedlands (heute Altfriedland) tatsächlich eine askanische Gründung waren und vor 1245 erfolgten, dürften die Anlagen in den innerdeutschen Auseinandersetzungen um den Barnim eine machtpolitische Rolle gespielt haben. Während der deutschen Ostsiedlung prallten in dem Landstrich die Interessen der Askanier, der Wettiner und des Erzstifts Magdeburg, dessen Kloster Zinna seit 1224 im südöstlichen Barnim ausgedehnte Ländereien besaß, aufeinander. Erst 1245 brachten die Askanier mit dem Sieg im Teltow-Krieg und Magdeburger Krieg den gesamten Barnim endgültig unter ihre Kontrolle. Als sicher gilt, dass Friedland neben seiner sozialen und religiösen Funktion der Grenzsicherung nach Osten und als Maßnahme gegen die Bestrebungen des niederschlesischen Herzogs Heinrich der Bärtige diente, der ab 1224/25 östlich der Löcknitz/Stobber-Linie umfangreiche Ländereien zur Siedlungsanlage an den Templerorden sowie an die Klöster Leubus, Trebnitz und Naumburg/Bober, deren Landesherr er war, vergeben hatte. Auch das Bistum Lebus, östlich der den Barnim und die Lebuser Platte trennenden glazialen Löcknitz-Stobber-Rinne gelegen, stand bis 1248 unter schlesisch-piastischer Herrschaft. Laut Uta Puls reagierten die Askanier auf die Besiedelungstätigkeit Heinrich I. im Lande Lebus, indem sie mittels der Barnim-Besitzungen des Klosters Zinna und der Ländereien der Friedländer Nonnen lückenlos die Löcknitz-Stobberow-Grenze von der Spree bis zum Oderbruch besetzten. Zudem lagen das Kloster und das 1301 als castrum et oppidum erwähnte Friedland an der wichtigen Handelsstraße von Stettin nach Frankfurt/Oder. Der Ort wurde Ende des 18./Anfang des 19. Jahrhunderts um die Kolonistendörfer Karlsdorf und Neufriedland erweitert und zur besseren Unterscheidung in Altfriedland umbenannt.

### Organisation, Bewirtschaftung und Besitz

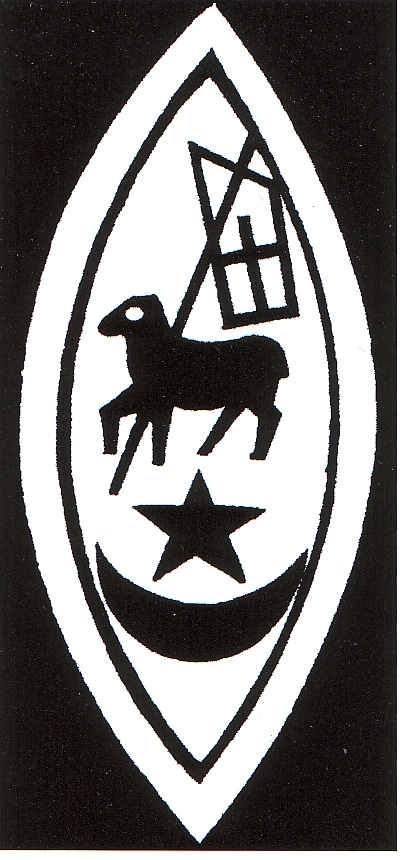
Konventssiegel, hier der Äbtissin Katharina von Löben (Lobens) auf einer Urkunde von 1524.

Die religiöse Frauenbewegung des 13. Jahrhunderts fand in der strengen Abgeschiedenheit der Zisterzienserinnenklöster einen idealen Raum. Die stark affektiv geprägte Frömmigkeit der Zeit ermutigte die Frauen, sich in Leben und Leiden Christi einzufühlen. Die Zisterzienserinnen Mechthild von Magdeburg und Gertrud von Helfta aus dem Kloster Helfta zählen zu den berühmtesten Mystikerinnen ihrer Zeit. Die kulturell und wirtschaftlich erfolgreiche sowie aus religiöser Sicht vorbildliche Lebensweise der Mönche führte zu verschiedenen Gründungen von Frauenklöstern, die allerdings in der Regel – wie sehr wahrscheinlich auch Friedland – keine Aufnahme in den Orden fanden, auch wenn das Generalkapitel des Zisterzienserordens seit 1228 die Aufnahme von Frauenklöstern prinzipiell ermöglichte.
Die wirtschaftliche Verwaltung und die rechtliche Interessenvertretung nach außen lag in den Händen eines Propstes, während dem Konvent die Äbtissin vorstand, die zur Unterstützung die Priorin, Subpriorin, Schaffnerin und Küsterin an ihrer Seite hatte. Daneben gab es eine Scholastica oder Magistra zur gemeinsamen geistlichen und schulischen Ausbildung der jüngeren Nonnen und Kinder. Das spitzovale Siegel des Konvents stellte ein Lamm mit einem Kreuz dar. Die Aufgaben der Nonnen lagen in den Bereichen Alten- und Krankenpflege, Herberge und Handel. Gröbere Arbeiten in Küche, Garten, Hospital und Gästehaus erledigten die Laienschwestern, deren Schlaf- und Speisebereich in Lage und Klausurabtrennung dem der Konversen der Männerklöster entsprach. Darüber hinaus gab es männliche Konversen (conversi monialium), die für die Felder, Höfe und Werkstätten zuständig waren und im Wirtschaftsbereich untergebracht waren.
Am 19. November 1300 bezeugten der Abt Johannes des Klosters Lehnin und Bruder Wilhelm, Prior des Dominikanerklosters Cölln, eine Urkunde, in der Markgraf Albrecht III. (Mitregent) dem Kloster den Gesamtbesitz bestätigte. Darunter befand sich ein Weinberg bei Wriezen mit dem Vermerk vineam apud vritznam et in vinea proxima adiacente octavum dimidium solidum. Zehn Dörfer, zwanzig Einzelgüter und acht Seen zählten in seiner Blütezeit zum klösterlichen Besitz, der sich durch Stiftungen, Schenkungen, Überlassungen, Käufe, Verkäufe und Pfändungen angesammelt hatte.
- Dörfer im Klosterbesitz: a) Altfriedland (beziehungsweise Friedland) mit Gottesgabe und um Altfriedland: Ringenwalde, Slawe, Damerow, Metzdorf und südwestlich vorgelagert Bollersdorf; b) die heutigen Wriezener Ortsteile: Biesdorf und Lüdersdorf; c) südöstlich von Eberswalde: Gersdorf und Karutz mit den benachbarten Höfen auf der wüsten Feldmark Kruge.
- Einzelgüter im Klosterbesitz bestanden in: Pritzhagen, Buckow, Kaprow (heute Wüstung im Wriezener Ortsteil Schulzendorf[13]), Wriezen, Alt-Bliesdorf, Leuenberg, Beiersdorf, Bernau, Börnicke (heute Ortsteil von Bernau), Ladeburg, Klein-Barnim, Marzahn, Wesendahl, Batzlow, Dahmsdorf, Prötzel, Kruge, Dolgelin, Brunow, Falkenberg und Kunersdorf.
- Seen im Klosterbesitz: Großer Tornowsee, Kleiner Tornowsee, Buckowsee, Schermützelsee (zum Teil), Weißer See, Griepensee (alle bei und um Buckow), Kietzer See, Klostersee.[14]

Hinzu kamen zehn Kirchenpatronate, darunter die Liebfrauenkirche in Wriezen und die romanische Feldsteinkirche in Ringenwalde. Zudem unterhielten die Zisterzienserinnen Wassermühlen, Fischteiche, Fischgewässer und Weinberge.

### Klosterleben und Barnim-Adel
Mit einer strengen, asketischen Lebensweise folgten die Nonnen der Charta Caritatis, mit der die Zisterzienser die ursprüngliche Strenge und die Regel „ora et labora“ des Benediktinerordens, von dem sie sich 1098 getrennt hatten, wiederherstellen wollten. Unter dem Einfluss von Bernhard von Clairvaux prägten einfache Kleidung, bescheidene Ernährung mit Gemüse ohne jedes Fleisch und strohgedeckte Betten ohne Polster die Lebensweise in den Zisterzienserklöstern. Der Tagesablauf im Kloster war von der Arbeit bestimmt, unterbrochen durch Gebetszeiten und Messen. Messen und Gebete galten oft den adligen Gönnern des Klosters, was im Selbstverständnis des Adels zu dieser Zeit eine große Bedeutung hatte. Zwar fanden auch bürgerliche Töchter in Friedland Aufnahme, doch diente das Kloster als Standesinstitution in erster Linie der Versorgung der unverheirateten Frauen des lokalen Adels und damit auch familien- und territorialpolitischen Interessen. Die Abtei war gewissermaßen Hauskloster einiger der zu dieser Zeit einflussreichsten märkischen Familien wie der von Pfuel, von Ihlow, von Löben, von Barfus, von Hohendorf, von Eichendorff, von Krummensee, von Stranz, von Löwenberg oder von Hoppenrade. Die letzten sechs beziehungsweise laut Fontane sieben Nonnen, die nach der Auflösung das Kloster am 22. Dezember 1568 verließen, stammten sämtlich aus diesen Familien. Zur Größe des Konvents liegt lediglich eine Angabe von 1549 vor, nach der zu dieser Zeit vierzig Nonnen im Refektorium gespeist haben.

### Bischöflicher Erlass zur Einhaltung der Ordensregeln

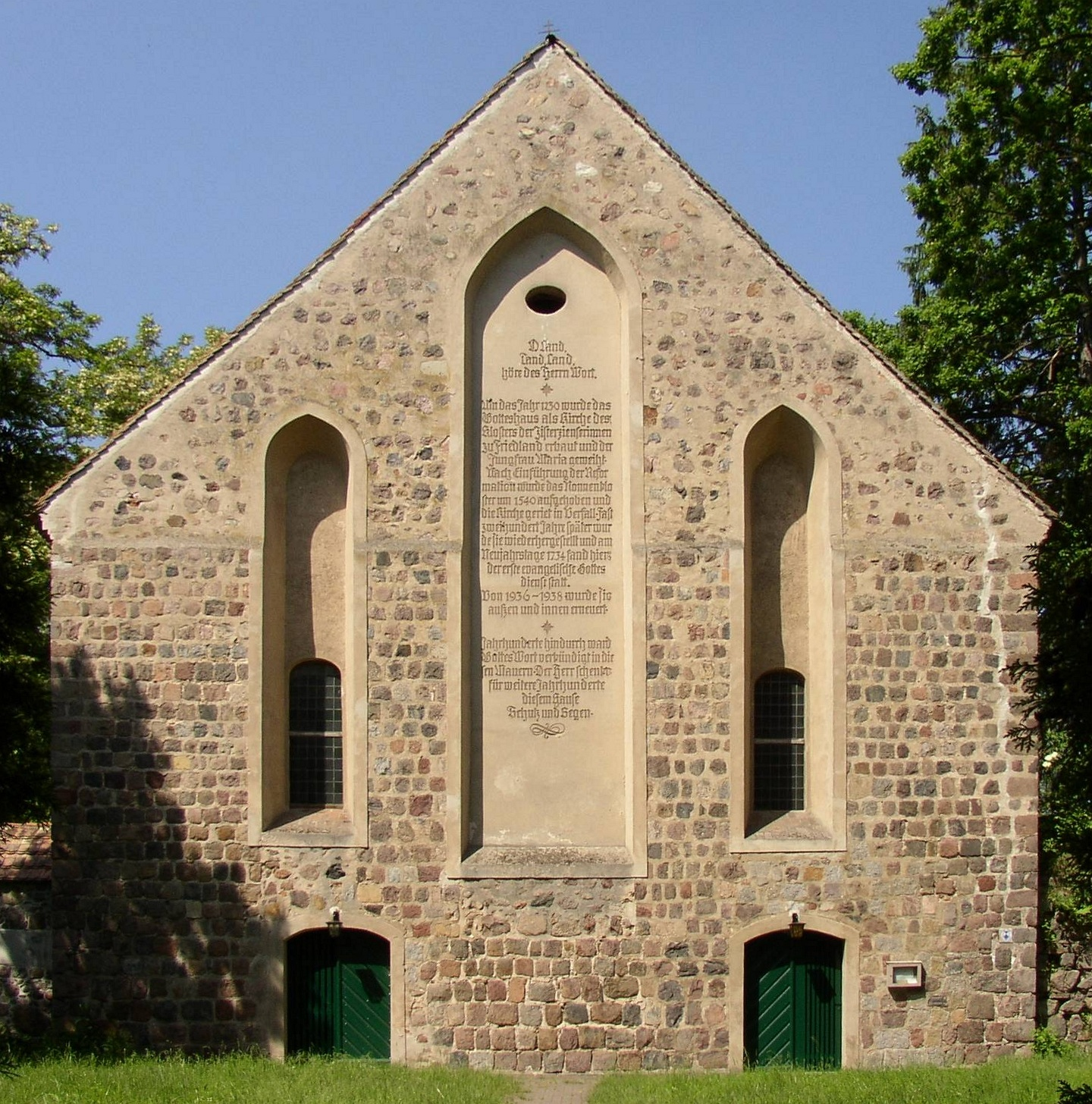
Ostfassade der Klosterkirche mit Inschrift (um 1937)

Am 3. Juli 1381 stellte Dietrich III., Bischof des Bistums Brandenburg, eine umfangreiche Urkunde aus, mit der er, wie Fontane sich ausdrückte, den um sich greifenden Sittenverfall zu steuern suchte, der auch vor den Klostermauern nicht Halt gemacht habe. Klostermitgliedern, die sich über den Erlass hinwegsetzten, wurde mit der Exkommunikation gedroht. Einen Grund für diesen Verfall sah Fontane in der engen Bindung des Klosters zu den Adelsfamilien. So sei das Kloster zu einem Rendezvousplatz geworden, wohin die adeligen Insassen des Kreises ihre Neuigkeiten trugen, um sie gegen andere auszutauschen. Die Welt innerhalb und außerhalb der Klostermauern war dieselbe. Alles war versippt, verschwägert, und die Kordialität, die Familienzugehörigkeit mußte natürlich die Aufrechterhaltung der Disziplin erschweren. Der Brandenburger Bischof rief die Nonnen zu strengem Gehorsam auf, verbot ihnen, sich weiterhin über die Verpflegung zu beschweren, weiterhin Brote, Backwerk und Speisen für Festlichkeiten herzustellen, Geburtstage und Feste feierlich zu begehen und wies sie an, Schmuck nur nach Vorschrift der Kirche zu tragen, auf Maskenspiel und Maskenscherze sowie auf persönliche Mägde oder besondere weltliche Dienerinnen zu verzichten und Mitbewohnerinnen nur noch nach Absprache aufzunehmen.

„Item cum vos moniales communiter contingat exire et cimiterium processionaliter circuire, nulla ab aliquo manibus tangatur aut secundum quarundam mundanarum feminarum consuetudinem in manibus aut brachiis duci permittatur, clausuram vestram post circuitum reingressure, ita ut nullus ad vos pateat ingressus, nisi sicut superius est expressum“

Theodor Fontane gibt diesen Abschnitt aus dem ungegliederten bischöflichen Erlass in den Wanderungen durch die Mark Brandenburg (Band Oderland) als Punkt 3f wie folgt wieder:

„Ebenso, wenn es sich trifft, daß ihr gemeinschaftlich ausgehet und in Prozession das Cömeterium umschreitet, so werde keine von irgend wem berührt oder nach Sitte weltlicher Frauen an Hand oder Arm geführt, vielmehr kehret alle nach dem Umgang in euer Kloster zurück, so daß kein anderer Zutritt zu euch offen steht, wie der, der oben beschrieben wurde.“

Der Historiker Matthias Friske resümierte 2001 aufgrund dieser bischöflichen Forderungen, das Klosterleben scheine eher einem zeitgenössischen Adelssitz geglichen zu haben, als der Beschaulichkeit koinobitischer Lebensweise.

### Auflösung des Klosters und Verfall

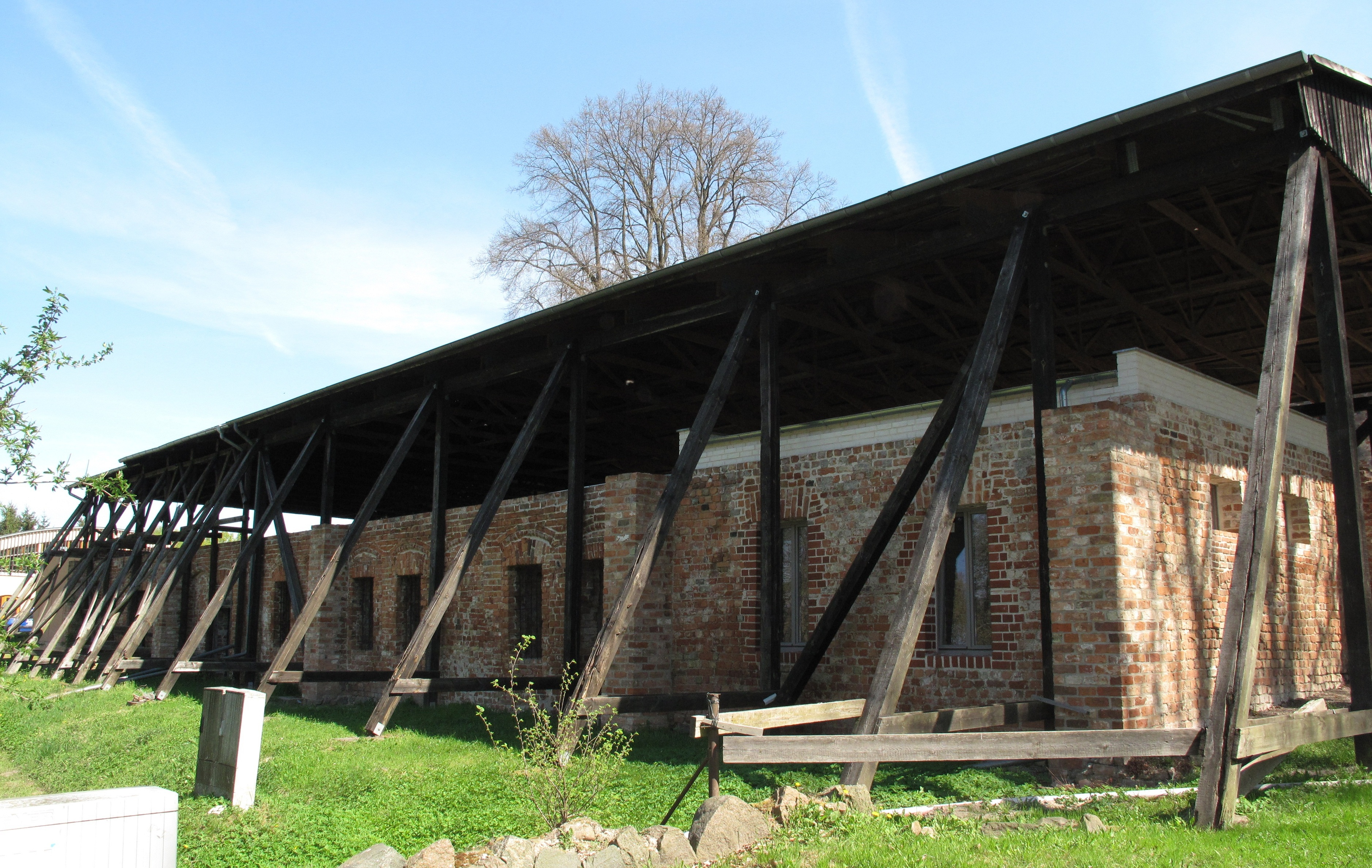
Ruine des Refektoriums, später als Brennerei genutzt, mit Schutzdach

Der Versuch, das Kloster nach der Reformation wie beispielsweise Marienfließ in ein evangelisches Stift umzuwandeln und so als Versorgungseinrichtung für adlige Töchter zu erhalten, misslang. 1540 säkularisierte Kurfürst Joachim II. das Kloster und zog die Klostergüter ein. Die Nonnen durften vorerst im Kloster verbleiben. 1546 verpfändete Joachim II. das nunmehrige Domänengut an Balthasar von Beerfelde. 1564 verkaufte er Kloster und Stadt Friedland mit allen Zubehörungen und Gerechtsamen für 22.000 Taler an Joachim von Roebel, kaiserlicher Feldmarschall und Hauptmann von Schweinitz, der 1565 mit Amt und Kloster Friedland belehnt wurde. Joachim von Roebel veranlasste die letzten sechs beziehungsweise sieben Nonnen (siehe oben), am 22. Dezember 1568 zum Auszug. Dazu gehörten die Priorin Ursula von Barfus, die Schaffnerin Anna von Krummensee und die Küsterin Margarete von Strantz. Die jüngste dieser bis zuletzt verbliebenen Nonnen, Ursula von Hoppenrade, war beim Auszug laut Fontane bereits mutmaßlich eine Dame von einigen sechzig Jahren.
Roebel baute das Kloster zum repräsentativen märkischen Rittersitz aus, die Gebäude wurden zu landwirtschaftlichen Zwecken und als Wohnraum genutzt. 1711 ging das Domänengut an Markgraf Albrecht Friedrich von Brandenburg-Schwedt, 1731 an Markgraf Karl Friedrich Albrecht von Brandenburg-Schwedt und anschließend an Charlotte Helene von Lestwitz, die als „Frau von Friedland“ bekannt wurde. 1848 übernahm Staatsminister Heinrich Friedrich von Itzenplitz den Besitz und vererbte ihn an seine Tochter Gräfin Luise, die seit 1867 mit Karl von Oppen verheiratet war (Gräfin Luise von Oppen, 1839–1901). Deren Nachkommen führten das Gut auch in den nachfolgenden Jahrzehnten. Während der Jahrhunderte ließen die Familien einige ehemalige Klostergebäude verfallen oder, wie das Refektorium, zu einer Brennerei umbauen. Bis in die Mitte des 20. Jahrhunderts blieben Teile des Guts bewohnt, bis 1969 große Teile wegen Baufälligkeit abgerissen wurden.

## Bauten

### Ursprüngliche Anlage
Die wenigen vorhandenen Urkunden zum Kloster geben keine Auskunft über seine Bauten. Die Nachricht, dass die Klosteranlage, wie unter anderem Fontane berichtet, im Jahr 1300 abgebrannt sei, beruht laut Gustav Abb auf einer Fehlinterpretation der Urkunde Albrechts III. vom 19. November 1300 (Albrecht bestätigte den Gesamtbesitz gewissermaßen vorsichtshalber, damit den Nonnen kein Nachteil erwüchse, falls eine ihrer Urkunden durch Feuer oder sonstiges Unglück vernichtet würde).

#### Gesamtanlage

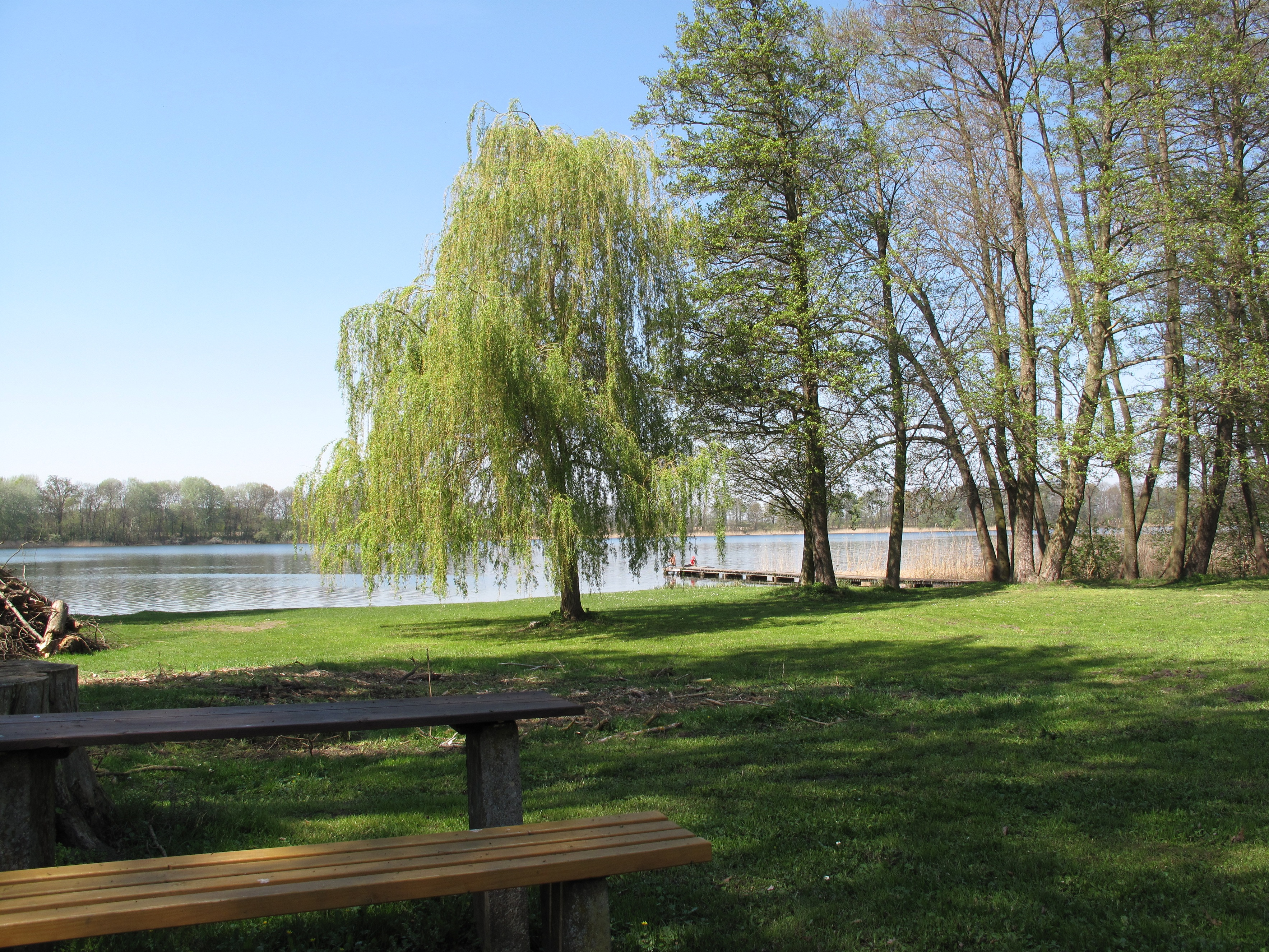
Blick vom Kloster über das Gelände des ehemaligen Klostergartens und späteren Gutsparks zum Klostersee

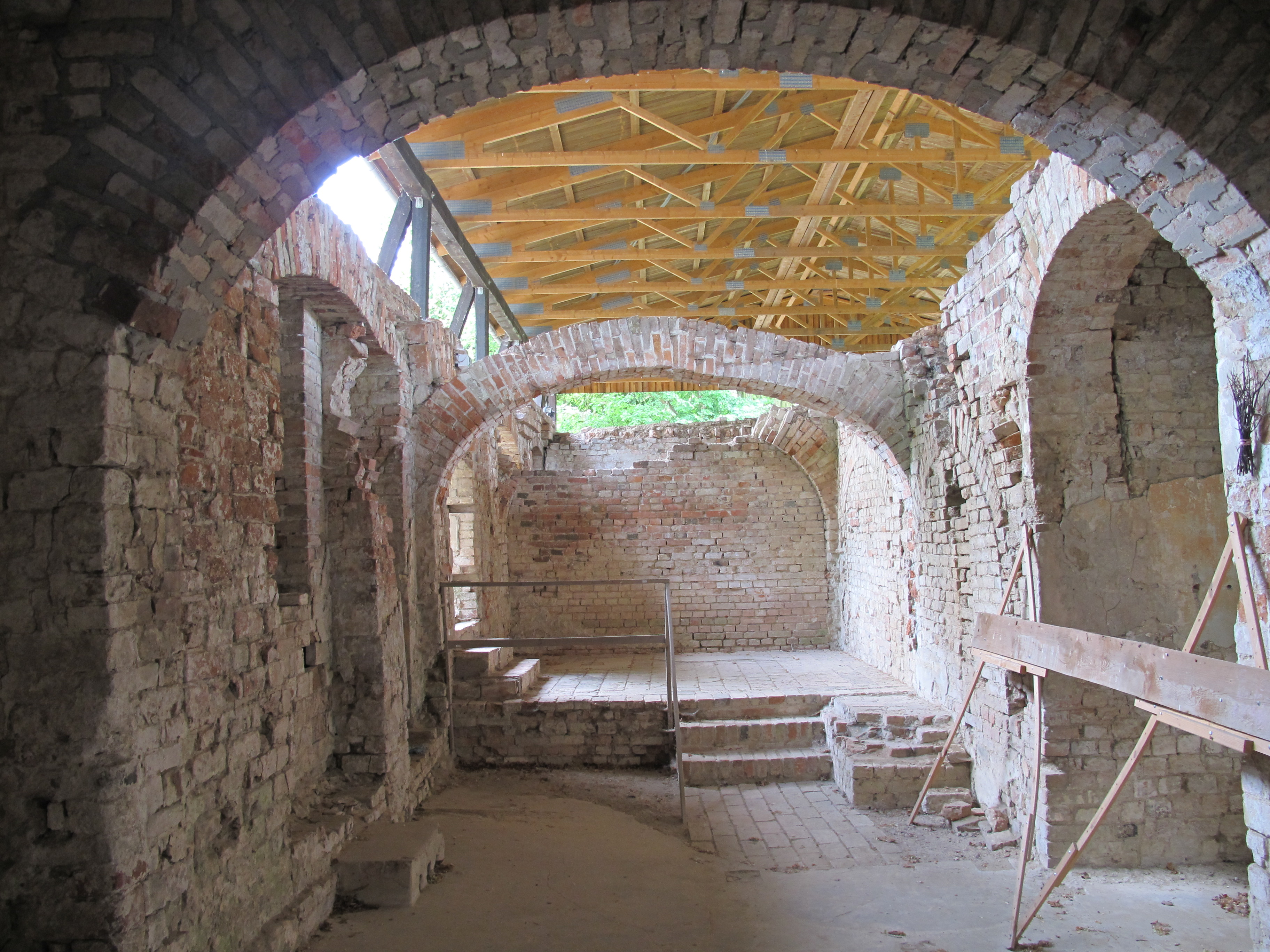
Rest des Refektoriums mit Schutzdach

Eine Beschreibung der Klosteranlage liegt nur aus dem Jahr 1710 vor, als das Roebelsche Rittergut bereits (seit 1697) in zwei Höfe unterteilt war und bereits diverse Umbauten und Ergänzungen in der Gutsanlage vorgenommen worden waren. Laut Uta Puls vermittelt diese Beschreibung zumindest ansatzweise einen Eindruck, wie das Nonnenkloster in seiner Gesamtanlage einst gewesen sein mag, bevor es bis auf wenige Reste gänzlich verschwand. Danach umfasste der erste Hof das große Wohnhaus, das aus Ziegeln und Kalk gemauert war. Unter dem Haus befand sich ein großer, gewölbter und dreietagiger Keller mit einer großen Stube im unteren Bereich. Angebaut war ein von Holz und Steinen ausgeflochtenes neues Gebäude mit zwei Stuben, an das sich ein Baum- und Lustgarten anschloss. An der Hofkirche befand sich ein dreietagiges Gebäude (der Erker), das zum Teil aus Holz und ausgeflochten war. Zwischen den beiden Gebäuden lag ein Brunnen.
Auf dem zweiten Hof befand sich das mit Ziegeln gedeckte Brauhaus (das ehemalige Refektorium), geblendet in 16 Gebinden, mit Backofen, Schornstein und einem weiteren Brunnen. Hinzu kam in diesem Bereich ein 10-gebindiger Neubau, der als Pferdestall und Wagenhaus diente. Unter dem ziegelgedeckten und gehöftschließenden Torhaus lag ein gewölbter Torweg. Um diesen Hof, auf dem sich ferner einige Ställe und Scheunen befanden, war eine schließende Mauer gezogen. Darüber hinaus gab es 1710 das Garnweberhaus mit Garten, das Mauerhaus mit Garten, ein Fischerhaus, ein neuerbautes Hausmannshaus, ein weiteres Hausmannshaus, ein Schützenhaus und eine Heubude. Auf dem „Weinberg“, der dem Gutshaus gegenüberlag, wurden neben Hopfen Obstbäume gezogen. Zum 1587 drei Morgen umfassenden Weinberg, der weniger ein Berg als vielmehr ein großer Weingarten war, gehörten ein Weinmeisterhaus, eine Weinpresse und ein Garten. Die Weinstöcke wurden im Frostwinter 1740 vernichtet und das Gelände anschließend zum Tabakanbau genutzt.
Eines der beschriebenen Häuser dürfte das ehemalige Siechenhaus des Klosters gewesen sein, das bereits 1549 vom Pächter anderen Zwecken zugeführt wurde. Der massive Wohnbau im ersten Hof enthielt nach Angabe des Brandenburgischen Landesamtes für Denkmalpflege sehr wahrscheinlich die Propstei. Ein Kreuzgang führte zum Refektorium, vor dessen Westseite sich bis zum Klostersee der Klostergarten erstreckte. Der Klostergarten wandelte sich in mehreren Jahrhunderten über einen Baum- und Lustgarten am Rittergut und über Gartenanlagen in der zweiten Hälfte des 18. Jahrhunderts bis hin zum landschaftlich gestalteten Gutspark des 19. Jahrhunderts. Der Klostergarten, der spätere Gutspark und auch die Klostergebäude befanden sich ursprünglich dichter am Klostersee. Das Refektorium liegt heute knapp einhundert Meter oberhalb des Ostufers. Der See nahm im Mittelalter mindestens knapp die doppelte Fläche ein. Wird sie heute (Stand 2012) mit 55 Hektar angegeben, soll der Klostersee noch 1751 – unmittelbar vor der Melioration des Oderbruchs – 106 Hektar umfasst haben.

#### Propstei
Bei dem dreigeschossigen massiven Bau des ersten Hofs aus der Beschreibung von 1710 handelt es sich sehr wahrscheinlich um die ehemalige Propstei, die nach der Säkularisation zum Wohnhaus umgebaut wurde. Gebäudeteile, die mit dem Refektorium verbunden waren, wurden abgetragen. Das Gebäude wurde 1727 wie folgt beschrieben:

„Des Markgrafen Haus oder Schloß besteht aus zwei aneinander hängenden Gebäuden von ungleicher Höhe und Breite, von drei Etagen, ganz massiv. Gegen Süden hat das kleinere Gebäude einen gemauerten Giebel und das größere einen Erker. Die Gesimse an den zerfressenen Mauern sind geborsten. An der Ostseite zwei steinerne Giebel. Vor dem einen ein runder Turm, worin vormals eine Wendeltreppe durch alle Etagen ging. Der Turm ist mit achteckiger Haube bedeckt, worauf ein Knopf mit Wetterhahn. Die Haube ist so schlecht, daß es überall durchregnet. Der zweite Giebel ist ganz geborsten. Die Seite gegen Norden hat an dem hohen Teil des Gebäudes einen steinerenen Erker und zwischen diesem und dem alten Kloster ist ein großer gewölbter Küchenschornstein. Die westliche Dachrinne fällt auf das alte Kloster und hier hänget das Schloß mit dem Kloster zusammen. […] Im Schloß der Tafelsaal mit gotischer Stuckdecke, Cabinet, Antichambre, Schlafgemach der Markgräfin mit Stuckdecke, einem holländischen Kamin und 28 gemalte holländische Fliesen. Darin ein Mauerspint. Das Gemach ist sehr baufällig. Über eine zehnstufige Treppe kommt man zum Flur der zweiten Etage des kleinen Gebäudes. […] Der Schloßkeller ist gewölbt, ebenso die Küche und die danebenliegende Kammer. Auf fünf Mauerstufen kommt man durch das sogenannte Fuchsloch in das Klostergebäude hinein.“

Bis auf das noch heute vorhandene sogenannte Verwalterhaus wurden 1746 sämtliche baufälligen Teile abgerissen.

### Baulicher Bestand

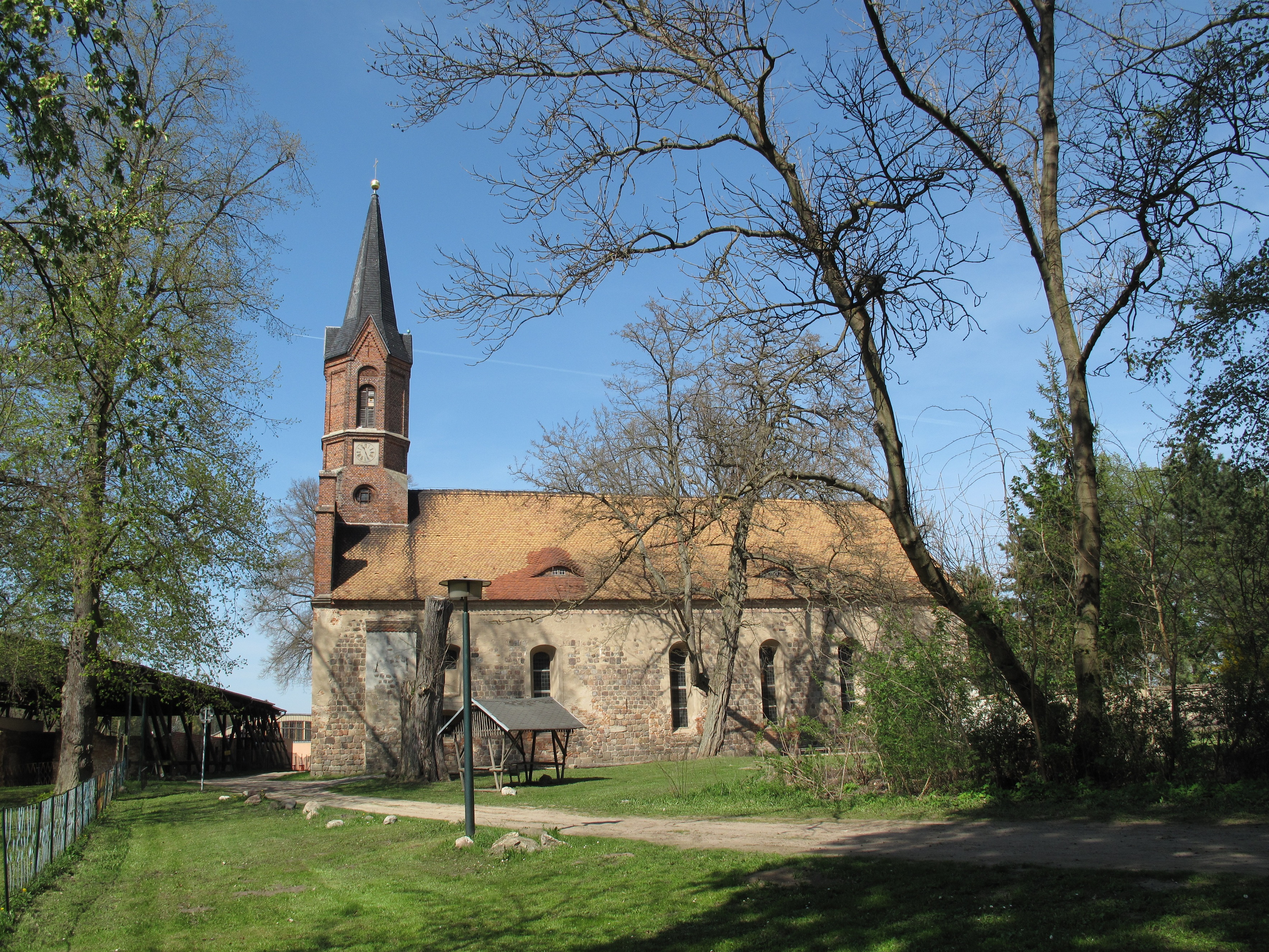
Südfassade der Klosterkirche, links im Bild das Refektorium

Von der Klosteranlage sind lediglich die mehrfach überformte Kirche, Reste eines Kreuzgangs und des Refektoriums sowie ein Teil der ehemaligen Klostergartenfläche erhalten. Seit 1978 stehen diese Teile und Flächen unter Denkmalschutz. Die Ruinen des Kreuzgangs und des anschließenden Refektoriums werden seit 1985, unter anderem mit einem Schutzdach, baulich-konstruktiv gesichert.

#### Klosterkirche
Der einfache einschiffige Rechteckbau hat eine Länge von rund 30 und eine Breite von rund 14 Metern. Nach der Säkularisation stand die Kirche rund zweihundert Jahre lang leer und zerfiel. Als Stadtkirche diente während dieser Zeit eine Fachwerkkirche, die sich am damaligen Nordausgang Friedlands befand. Als diese Kirche 1733 baufällig wurde, entschlossen sich die Friedländer zu ihrem Abriss und setzten 1734 die wüst liegende „Hofkirche“ des alten Klosters umfassend instand. Bei erneuten Arbeiten zwischen 1814 und 1816 sollte die Klosterkirche zwei Türme erhalten. Die Pläne für den Doppelturm stammten sehr wahrscheinlich von Karl Friedrich Schinkel. Das Vorhaben wurde nicht ausgeführt, da die finanziellen Mittel der Gemeinde nicht ausreichten. Stattdessen wurde 1864 ein neogotischer Backsteinturm aufgesetzt. Ob und inwieweit sich diese Ausführung an Schinkels Konzeption anlehnte, ist nicht mehr nachweisbar, da sich die Entwürfe in den Gutsakten befanden, die im Zweiten Weltkrieg verlorengingen. Zwischen 1936 und 1938 wurde die Kirche auf Initiative des Patrons Karl von Oppen und des Pfarramts abermals innen und außen restauriert. In diesem Zustand ist der Kirchbau bis heute im Wesentlichen erhalten.

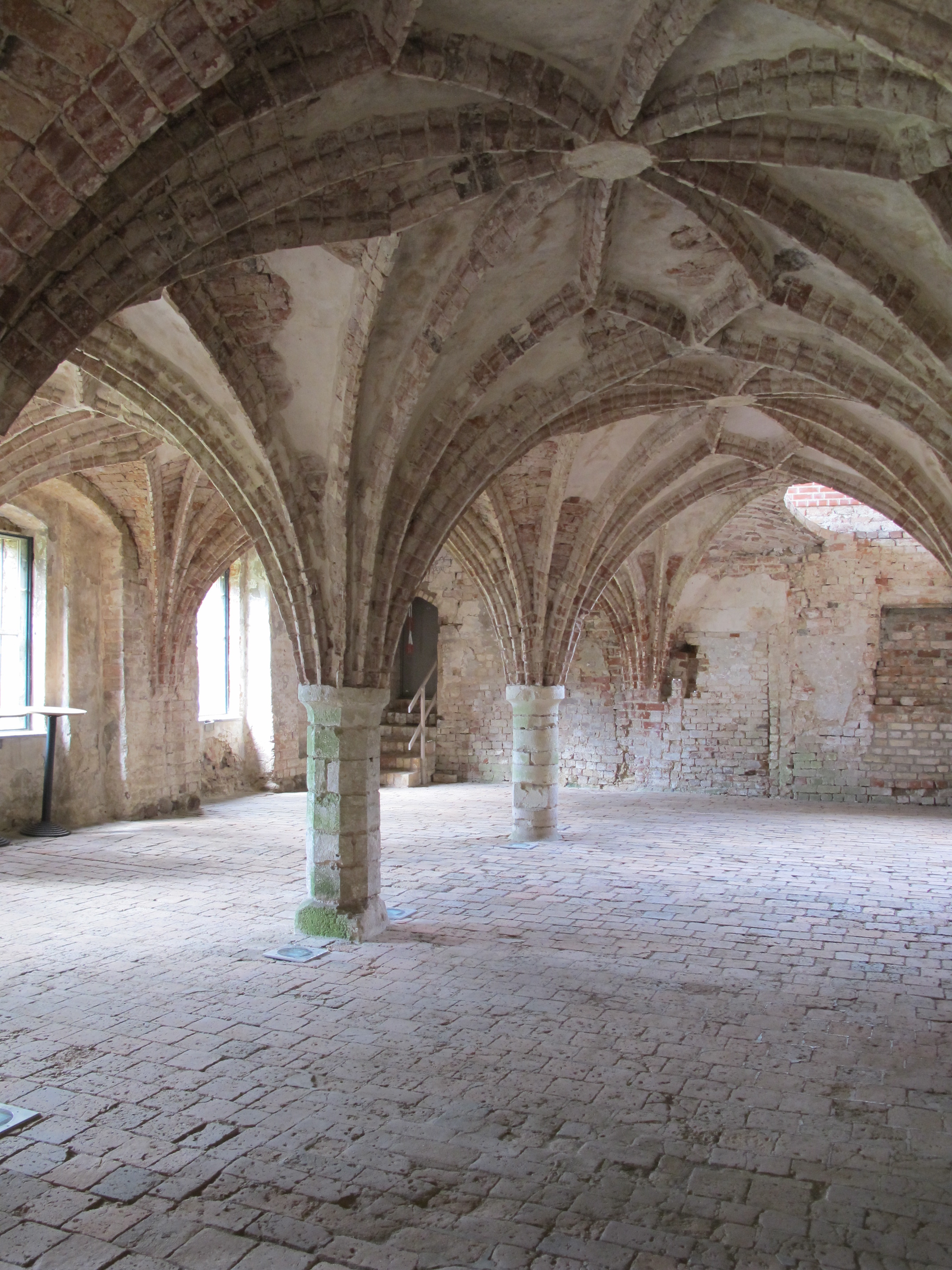
Sterngewölbe des Refektoriums

Der barocke Innenraum geht überwiegend auf 1733 zurück und verfügt über ein bemaltes hölzernes Tonnengewölbe und einen zentral in die umlaufende Empore eingefügten Kanzelaltar. Die im Zweiten Weltkrieg zerstörte Orgel der Berliner Orgelbauer Buchholz wurde 1954 durch eine Schuke-Orgel ersetzt. Zum Kirchenschatz gehörten drei vergoldete Abendmahlskelche, von denen der einzig erhaltene Kelch eine Reliquie enthielt. Das Pfarrhaus aus dem Jahr 1633 liegt der Kirche östlich gegenüber. Der denkmalgeschützte Fachwerkbau ist das älteste Haus in Altfriedland und gilt als das älteste Pfarrhaus auf dem Barnim (wobei die Zuordnung Altfriedlands zum Barnim nicht der geomorphologischen Platte entspricht, sondern der historischen Landschaft folgt). Laut Darstellung des Historikers Matthias Friske kann es als repräsentativ für zahlreiche verlorene andere Pfarrhäuser betrachtet werden.

#### Refektorium und Kreuzgang
Das Refektorium, der Speisesaal der Nonnen, wird auf die zweite Hälfte des 15. Jahrhunderts datiert. Es ist im frühgotischen Stil aus Backsteinen, sogenannten Klosterziegeln im Format 255 × 125 × 75 mm, erbaut. Den von dicken Mauern umgebenen zweischiffigen Saal deckt ein Kreuzgewölbe, das mit nochmals unterteilten Gewölbekappen als Sterngewölbe ausgebildet ist und auf schlanken Säulen ruht. Dem Refektorium schließen sich Reste eines Kreuzgangflügels mit einer Kreuzrippenwölbung an. Nach einem Bericht von 1819 waren in dem Haus seit längerem eine Brauerei und Brennerei nebst Branntweinkeller, Mälzung, Mastställen und Kornboden untergebracht. Nach und nach sei es ganz und gar verfallen, der hintere Teil sei vollkommen unbrauchbar geworden. In den Jahren 1793/94 seien eine Hauptreparatur vorgenommen, das alte Dach und die Balkenlager durch ein passendes Flachdach ersetzt, beträchtliche Stücke der Mauer und Gewölbe neugemacht und die Hauptabteilungen aufgeführt worden. Zwischen 1803 und 1806 und dann nochmals 1810 seien die Brauerei und Brennerei vergrößert worden. Am besten erhalten ist der Malzraum. Die umfangreichen Gebäudereste gelten neben Chorin architekturhistorisch als bedeutsamste mittelalterliche Klosterbauten der Region und werden durch ein Schutzdach und weitere Sicherungsmaßnahmen vor dem weiteren Verfall bewahrt. Im Refektorium finden gelegentlich Konzerte mit geistlicher und weltlicher Musik des 16. und 17. Jahrhunderts statt.

## Urkunden und Literatur

### Urkunden
Adolph Friedrich Riedel hat einige Urkunden und Dokumente zum Kloster im Codex diplomaticus Brandenburgensis unter dem Kapitel Stadt Wriezen und Kloster Friedland zusammengestellt. Da der gesamte Codex in digitalisierter Form vorliegt, sind diese Urkunden und Quellen im Internet einsehbar:
- Codex diplomaticus Brandenburgensis, Erster Hauptteil, Band XII, Berlin 1857, ab S. 412

#### Sachbücher
- Gustav Abb: Das Zisterziensernonnenkloster in Alt-Friedland. In: Germania Sacra. Erste Abteilung: Die Bistümer der Kirchenprovinz Magdeburg. Erster Band: Das Bistum Brandenburg. Erster Teil. Bearbeitet von Gustav Abb und Gottfried Wentz. Verlag Walter de Gruyter & Co., Berlin 1929. Fotomechanischer Nachdruck 1963. S. 349–358, eingeschränkte Vorschau in der Google-Buchsuche.
- Helmut Assing: Wer holte Kloster Zinna in den heutigen Barnim? Eine neue Streitfrage. In: Dieter Pötschke (Hrsg.): Geschichte und Recht der Zisterzienser. Studien zur Geschichte, Kunst und Kultur der Zisterzienser, Band 2. Lukas Verlag, Berlin 1997; ISBN 3-931836-05-3, S. 64–77, eingeschränkte Vorschau in der Google-Buchsuche.
- Heinz-Dieter Heimann, Klaus Neitmann, Winfried Schich (Hrsg.): Brandenburgisches Klosterbuch. Handbuch der Klöster, Stifte und Kommenden bis zur Mitte des 16. Jahrhunderts, 2 Bände; Berlin 2007, S. 764–803.
- Theodor Fontane: Friedland. In: Gotthard Erler, Rudolf Mingau (Hrsg.): Wanderungen durch die Mark Brandenburg in 8 Bänden, Band 2: Oderland; Aufbau-Verlag, Berlin 1997, S. 159–169. Siehe auch Folgekapitel Kunersdorf. ISBN 3-7466-5702-4 (Kapitel Friedland im Textlog)
- Matthias Friske: Die mittelalterlichen Kirchen auf dem Barnim. Geschichte – Architektur – Ausstattung; Kirchen im ländlichen Raum, 1; Lukas Verlag, Berlin 2001; ISBN 3-931836-67-3
- Gisela Gooß, Jacqueline Hennig (Hrsg.): Alle Brandenburger Zisterzienserklöster. Marianne-Verlag, Berlin 1997. ISBN 3-932370-33-3
- Uta Puls: Altfriedland. In: H. Jürgen Feuerstake, Oliver H. Schmidt (Hrsg.): Die Zisterzienser und ihre Klöster in Brandenburg. Ein kulturhistorisch-touristischer Führer. Überarbeitete und erweiterte 2. Auflage, Lukas Verlag, Berlin 2005; ISBN 3-936872-23-6; S. 51–57.
- Wolfgang Ribbe: Zur Ordenspolitik der Askanier. Zisterzienser und Landesherrschaft im Elbe-Oder-Raum. In: Zisterzienser-Studien I (= Studien zur Europäischen Geschichte 11), Berlin 1975, S. 77–96.
- Winfried Schich: Klöster und Städte als neuartige zentrale Orte des hohen Mittelalters im Raum östlich der mittleren Elbe. In: Karl-Heinz Spieß (Hrsg.): Landschaften im Mittelalter; Stuttgart 2006; S. 113–134.
- Rudolf Schmidt: Die Herrschaft Friedland: Nachrichten zur Geschichte von Alt- und Neufriedland, Gottesgabe, Carlsdorf, Kleinbarnim, Grube, Sietzing, Wuschewier, Lüdersdorf, Biesdorf, Gersdorf, Batzlow, Ringenwalde, Bollersdorf, Pritzhagen, Cunersdorf, Burgwall, Metzdorf, Horst, Wubrigsberg; Oberbarnimer Heimatbücher, 7; Hrsg. Kreisausschuss Oberbarnim, Bad Freienwalde (Oder) 1928.

#### Belletristik
- B.W. Zell (Pseudonym für: Bertha Wegner oder Bertha Wegner-Zell (geb.: Zell); weiteres Pseudonym.: B. von York):  Kloster Friedlands letzte Äbtissin. Roman aus dem 16. Jahrhundert. Verlag S. Schottländer, Breslau 1886.[41]